# Maison forte de la ferme du Colombier (Aincourt)

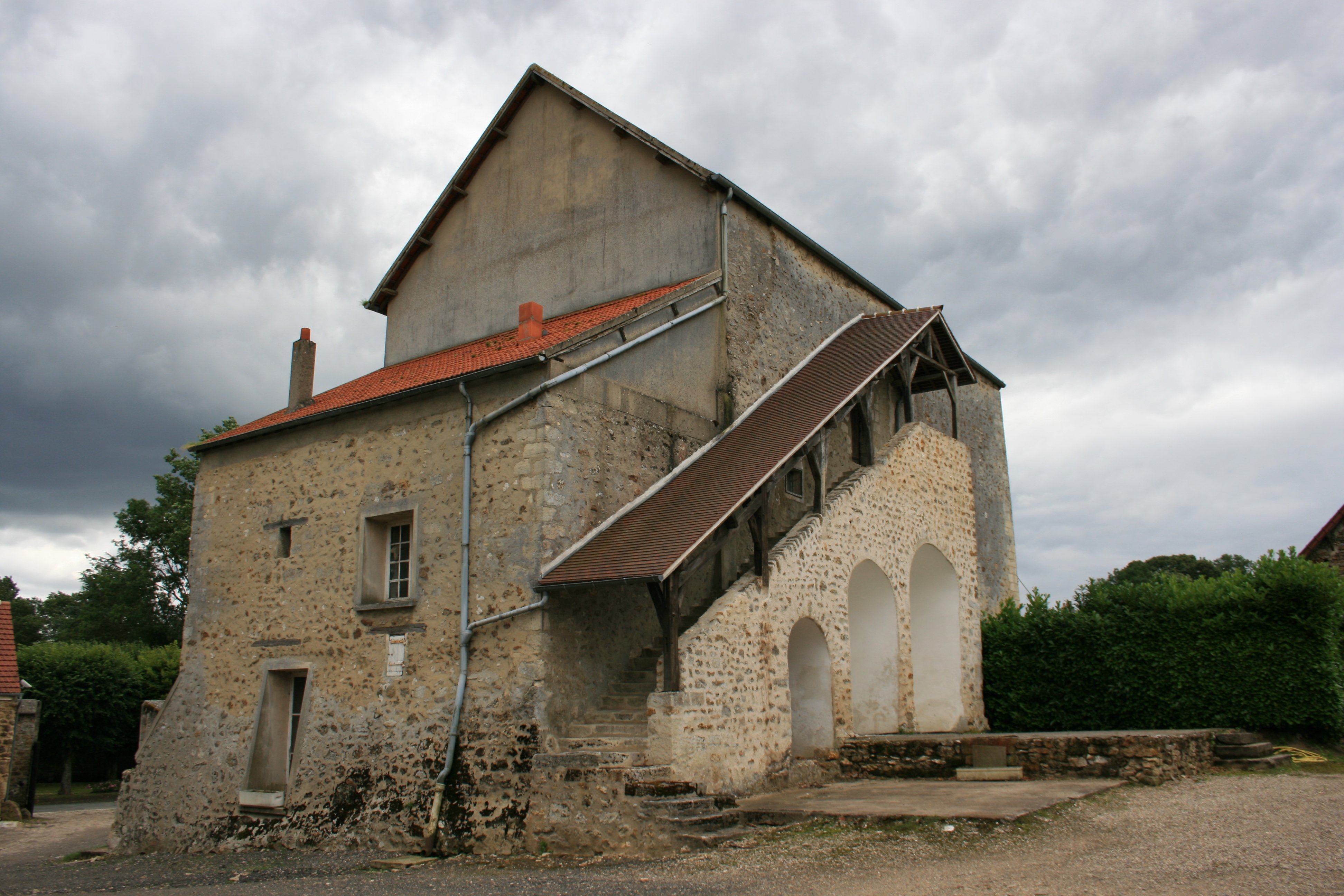
Maison forte

Die Maison forte de la ferme du Colombier (deutsch Befestigtes Haus des Bauernhofes Colombier) in Aincourt, einer französischen Gemeinde im Département Val-d’Oise in der Region Île-de-France, wurde im 12. Jahrhundert errichtet. Das Bauwerk steht seit 2003 als Monument historique auf der Liste der Baudenkmäler in Frankreich.

## Geschichte
Das befestigte Gebäude wurde im 12./13. Jahrhundert errichtet, es diente zur Verteidigung der Grenzen der Normandie. Vom dazugehörigen Bauernhof sind nur noch Reste vorhanden und der namensgebende Taubenturm (frz. colombier) ist ganz verschwunden.
Das Gebäude besitzt zwei Außentreppen, jeweils an der Süd- und Nordseite. Nur wenige kleine Fensteröffnungen sind vorhanden. Im Obergeschoss befindet sich ein Saal mit Resten einer Wandmalerei aus dem 15. Jahrhundert, die zwei kämpfende Ritter darstellt.